# Lac de Payolle
El Lac de Payolle es un lago artificial en los Pirineos franceses. Se encuentra en los municipios de Campan y Arreau, municipios del departamento de los Altos Pirineos, en la región de Mediodía-Pirineos. Su orilla occidental es el límite entre los municipios de Ancizan y Arreau. Suele estar completamente congelado en invierno.

## Geografía
El Lac de Payolle se encuentra a los pies del Col d'Aspin (1.489 m s. n. m.), puerto que sirve de enlace a otros de la zona.

## Turismo
El lago es un importante centro turístico: La estación de esquí de Payolle, donde se practican diversas actividades como bicicleta de montaña, orientación, esquí de fondo, raquetas de nieve, trineos tirados por perros, paseos a caballo o en poni, parapente, senderismo, etc.
En el lago se practica la pesca. Se ha trazado una ruta de pesca turística alrededor del lago con pasarelas para los pescadores, pero también diversos deportes acuáticos como piragüismo y vela.

## Tour de Francia
El 8 de julio de 2016, la séptima etapa del Tour de Francia del 2016 finalizó allí tras coronar el Col d'Aspin el británico Stephen Cummings.